# Zaide
Zaide (Zaida en el original alemán)  es una ópera inconclusa en dos actos compuesta por Wolfgang Amadeus Mozart (1756-1791) y basada en el libreto de Johann Andreas Schachtner. Es considerada un Singspiel, un género de ópera alemán que literalmente significa "obra cantada" y que se caracteriza por tener diálogos hablados. La pieza lleva por número KV 344. En el último catálogo Köchel: K6 336b.

## Historia
Actualmente se conserva el fragmento de la obra hasta llegar a principios del primer acto. Esta es el primer singspiel compuesto por Mozart, y probablemente data del año 1779. En cartas enviadas entre la familia de Mozart se destacan los comentarios sobre esta obra la cual había sido compuesta para una de las dos compañías de teatro que visitaban la ciudad de Salzburgo alrededor del año de composición de la obra. 
A causa de la situación que imperaba en esos momentos Mozart escribió los primeros 15 números perdiendo el interés por continuar el desarrollo de Zaide y el trabajo quedó completamente abandonado por el autor. Después de su muerte, ocurrida en 1791, su esposa vendió el manuscrito junto a otras composiciones a Johann Anton André. Posteriormente, principalmente durante el siglo XIX, varios compositores trataron de terminar los textos incompletos del libreto y la música para revivir la obra.
El estreno de Zaida en la versión André-Gollmick tuvo lugar en enero de 1866 en Fráncfort del Meno. Hubo posteriores representaciones y cambios. Como obertura se utiliza la Sinfonía en sol mayor KV 318, aunque no fue compuesta para esta pieza.
En 1981 se representó, por el escenógrafo inglés Adam Pollock, una versión de Zaida con libreto de Italo Calvino, para el festival “Musica nel chiostro di Batignano (Música en el claustro de Batignano)”. 
Esta ópera se representa poco; en las estadísticas de Operabase aparece la n.º 119 de las óperas representadas en 2005-2010, siendo la 15.ª en el Austria y la novena de Mozart, con 29 representaciones en el período.

## Argumento
Zaida, una joven del serrallo del sultán Solimán, se ha enamorado del esclavo cristiano Gomatz, al que descubre dormido en un jardín; le deja su imagen. Gomatz también se enamora de ella. 
Alacín, el favorito del sultán, les ayuda a huir. No obstante, son traicionados y descubiertos. Llevados a presencia del sultán, Solimán les niega su perdón. 
En este punto termina el libreto. Lo más probable es que acabara con un final feliz, con Gomatz y Zaida juntos. 

## Valoración musical
- Instrumentación original

La orquesta consiste en cuerda, flautas, oboes, trompas, fagotes, trompetas y timbales. 
- Libreto

El libreto es de Johann Andreas Schachtner. Se basaba en un libreto anterior, Das Serail oder: Die unvermutete Zusammenkunft in der Sclaverey zwischen Vater, Tochter und Sohn (El serrallo o: El inesperado encuentro en la esclavitud de padre, hija e hijo), abreviadamente, El serrallo, de Franz Josef Sebastián (1722-1772). Ya había sido musicado por Joseph von Frieberth.
- Estructura musical

Se conservan dos actos, quince números, quedando sin obertura, final ni título.
Se debió componer entre abril de 1779 y noviembre de 1780, en Salzburgo. Por la composición de la orquesta, Mozart debió pensar en un estreno en Salzburgo, probablemente para una compañía de teatro ambulante. Al recibir el encargo de Idomeneo para el carnaval de Múnich, abandonó la escritura de esta pieza. Viviendo ya en Viena, pidió a su padre que le enviara la partitura, quizá pensando en un estreno vienés, pero al final debió desestimarlo. 
También es posible que se pretendiera una primera ópera nacional alemana. En efecto, en 1778 el emperador José II estaba en la idea de crear una compañía de ópera que interpretara óperas cómicas en alemán.
Antón Paul Stadler (1753-1812) y Constanze Mozart encontraron el manuscrito autógrafo en 1799. La viuda del compositor lo vendió al editor André, el cual compuso una obertura, le añadió el final y le puso el título de Zaida, considerando que “El serrallo” podría confundirse con  El rapto en el Serrallo. El libreto fue completado con diálogos de Carl Gollmick (1796-1866).
Se han conservado un coro de esclavos a una sola voz, 9 arias, 1 dúo, 1 trío y 1 cuarteto:
N.º 1: Brüder, lasst uns lustig sein (Coro)
N.º 2: Unerforschliche Fügung (melólogo de Gomatz)
N.º 3 Aria de Zaida: Ruhe sanft, mein holdes Leben. Esta tierna aria para soprano es, hoy en día, la pieza más divulgada.
N.º 4: Rase Schicksal, wüte immer bzw. Ja, nun lass das Schicksal wüten (Gomatz)
N.º 5: Meine Seele hüpf vor Freuden (Zaida y Gomatz)
N.º 6: Herr und Freund, wie dank’ ich dir (Gomatz)
N.º 7: Nur mutig, mein Herze (Alacín)
N.º 8: O selige Wonne (trío Zaida, Gomatz y Alacín)
N.º 9: Zaide entflohen (melólogo de Solimán y Osmín)
N.º 10: Der stolze Löw‘ (Solimán)
N.º 11: Wer hungrig bei der Tafel sitzt (Osmín)
N.º 12: Ich bin so bös als gut (Solimán)
N.º 13: Trostlos schluchzet Philomele (Zaida)
N.º 14: Tiger! wetze nur die Klauen (Zaida)
N.º 15: Ihr Mächtigen seht ungerührt (Alacín)
N.º 16: Freundin! Stille deine Tränen (Cuarteto: Gomatz, Zaida, Solimán y Alacín)
- Valoración

Mozart tenía veinticuatro años cuando la compuso. Aborda por primera vez el tema turco, tan en boga en aquella época. Las óperas “de rescate” eran muy populares, pues los piratas musulmanes atacaban la navegación por el Mediterráneo y obtenían de esta manera esclavos masculinos y femeninos. 
La música se atenía a los caracteres tradicionales. La orquestación anuncia ya El rapto del Serrallo. No puede considerarse opera buffa ni seria, pues contiene elementos de ambas formas, y existen paralelismos con otras obras de Mozart de uno y otro género. Zaida destaca, igualmente, por ser la única pieza dramática de Mozart que contiene “melólogos”, esto es, fragmentos melodramáticos.

## Discografía
Hay una grabación de esta ópera, utilizando la edición Neue Mozart-Ausgabe, con dirección de Bernhard Klee, con Edith Mathis, Peter Schreier, Ingvar Wixell, Werner Hollweg, Reiner Süss y la Staatskapelle de Berlín (Philips).
En su álbum “Mozart’s Opera Arias”, la cantante Kiri Te Kanawa grabó el aria Ruhe sanft, mein holdes Leben de Zaida, con la Orquesta Sinfónica de Londres y dirección de Sir Colin Davis (1982, Philips).